# Antonio Caldora
Antonio Caldora (* um 1400 in Trivento; † 1477 in Jesi) war ein italienischer Adliger und Condottiere.

Wappen der Familie Caldora

Er war Herzog von Bari, Marchese von Vasto, Graf von Acquaviva delle Fonti, Capurso, Conversano, Martina Franca, Noci, Nola, Pacentro, Rutigliano und Trivento, sowie Herr von Bitonto, Campo di Giove, Campomarino, Capestrano, Carbonara (Bari), Carpinone, Casamassima, Cassano delle Murge, Castellana Grotte, Civitaluparella, Gioia del Colle, Guglionesi, Serracapriola und Turi. Er war auch Vizekönig und Großkonstabler des Königreichs Neapel.

## Leben
Antonio Caldora wurde um 1400 in Trivento als ältester Sohn von Giacomo I. Caldora und Medea d’Evoli geboren. Seine militärische Ausbildung erhielt er von seinem Vater und bereits sehr Jung am Krieg um die Thronfolge des Königreichs Neapel teil, bei dem die Anjou und die Aragónier gegeneinander antraten.
Im Jahr 1424 war er einer der Teilnehmer am Krieg von l’Aquila und schloss sich mit seinem Vater der Anti-Aragonischen Liga (Anjou, Kirchenstaat und L’Aquila) an, in der er das Kommando über eine der sechzehn Truppen gegen das aragonische Heer unter der Führung des Condottiere Braccio da Montone übernahm. Der Krieg wurde von der anti-aragonesischen Liga gewonnen und Braccio da Montone wurde möglicherweise von Jacopo Caldora getötet.
Im Jahr 1427 bekämpfte er im Auftrag der Anjou die aufständischen Barone. Es gelang ihm sofort, den nach Evoli geflüchteten Condottiere Francesco Mormile, zu überwältigen. Später trat er in Turi gegen Giovanni Antonio Orsini del Balzo an, musste den Kampf jedoch abbrechen. In Capua versuchte er es erneut vergeblich, zusammen mit dem Condottiero Michele Attendolo. Er gab also das Ziel auf und wandte sich der Eroberung der aufständischen Lehen Airola, Scafati und Salerno zu.
Am 15. November 1439 nahm er in Sulmona in der Kirche Santo Spirito al Morrone an der Beerdigung seines Vaters Jacopo Caldora teil, der während der Belagerung von Colle Sannita plötzlich verstorben war. Er wurde von Sarro Brancaccio aufgesucht, den der König des Königreichs Neapel, Renatus von Anjou, dorthin entsandt hatte. Er erhielt das Kommando über die Truppen seines Vaters, erbte dessen Adelstitel und Lehen, und erhielt auch den Titel eines Vizekönigs des Königreichs Neapel.
Im März erhielt er von König Renatus von Anjou den Auftrag, dem Konstabler Santo Maddaloni zu Hilfe zu kommen, der in Aversa von Alfons V. von Aragón, dem Anführer der Aragónier und Thronanwärter des Königreichs, belagert wurde. Antonio Caldora widersetzte sich jedoch aus Geldmangel dem Befehl (der König musste seinen Soldaten noch den Sold bezahlen) und behauptete, dass sich der Herrscher ihn in den Abruzzen anschließen soll, wobei er sich auf seinen Onkel Raimondo Caldora, den Großkämmerer des Königreichs und Bruder seines Vaters, berief. Nachdem er das Geld erhalten hatte, widersetzte er sich erneut den Anweisungen des Herrschers und verlangte mehr Geld. Sein Schwager Troiano Caracciolo, dem Ehemann seiner Schwester Maria, überredete ihn schließlich den Auftrag anzunehmen. Er schloss sich Renatus an und nahm mit ihm an verschiedenen Feldzügen gegen die Aragónier teil. Seine mangelhafte Arbeit machte diesen jedoch stutzig. Vor all seinen Soldaten gerügt, verließ er das Lager und ging nach Terra di Lavoro. Unter dem Vorwand einer Einladung zum Abendessen wurde er vom Herrscher in dessen Lager gerufen und unter dem Vorwurf des Hochverrats verhaftet. Caldoras Truppen drohten als Reaktion sich auf die Seite des Feindes Alfons von Aragón zu schlagen und zwangen Renatus den Streit friedlich beizulegen. Raimondo Caldora vermittelte zwischen den beiden Parteien und erwirkte die Freilassung seines Neffen, der dem König versprach, Neapel zu verlassen und mit einer großen Anzahl von Rittern in die Abruzzen zurückzukehren. Antonio Caldora hielt sich jedoch nicht an sein Versprechen: Er lagerte mit seinen Truppen bei der Ponte della Maddalena, weigerte sich in die Abruzzen zurückzukehren, und schickte einen seiner führenden Offiziere zum König, um die Verstärkung seiner Armee zu verlangen. Der verärgerte König weigerte sich und Antonio Caldora schlug sich auf die Seite von Alfonso von Aragón. Er schickte seinen Onkel Raimondo zusammen mit Oberst Riccio da Montechiaro und dem Condottiere Giosia Acquaviva zur Belagerung von Ortona. Die Belagerung scheiterte jedoch, weil Francesco Sforza, der sich auf die Seite der Anjou stellte, seinen Bruder Alessandro Sforza zu ihnen sandte, der sie alle, mit Ausnahme von Giosia und Riccio die entkommen konnten, gefangen nahm. Aus Rache machte sich Alfons daran, alle Lehen des Königreichs zu erobern, die den Sforza gehörten, und schickte in der Zwischenzeit Giovanni Antonio Orsini del Balzo, um Marino da Norcia, den Vizekönig von Bari und einen der höchsten Beamten Caldoras, zu überreden, ihm die Lehen von Bari, Acquaviva delle Fonti, Capurso, Cassano delle Murge, Castellana Grotte, Conversano, Gioia del Colle, Martina Franca, Noci, Nola, Rutigliano und Turi zu übertragen, damit er mit Caldora verbunden bleiben konnte. König Renatus war mit dem Schicksal von Caldora zufrieden und schickte dessen Cousin Lionello Accrocciamuro, der ihm treu geblieben war, um den Sforza-Ländern zu helfen. Alfons bat Caldora um Hilfe, um die verschiedenen Belagerungen zu beenden, doch dieser zog es vor, in den Abruzzen zu bleiben, um seine Lehen vor den Überfällen Alessandro Sforzas zu verteidigen, und entsandte Paolo di Sangro mit einem Teil seiner Truppen. Alle Zusammenstöße endeten mit einem Sieg der Anjou. Francesco Sforza ließ Raimondo Caldora aus dem Gefängnis befreien und ermunterte ihn, seinen Neffen mit dem Versprechen, den Posten des Hauptmanns der königlichen Armee, einem hohen Gehalt und der Unterstützung bei den Feldzügen durch seinen Neffen Gian Galeazzo Maria Sforza, zur Rückkehr an die Seite der Anjou zu bewegen. Daraufhin kehrte Antonio Caldora an die Seite der Anjou zurück.
Am 2. Juni 1442 gelang es Alfons V. von Aragón, durch die Tunnel des Aquädukts in Neapel einzudringen. Nachdem er die Stadt erobert hatte, wurde er neuer König des Königreichs und vertrieb Renatus von Anjou-Valois aus der Stadt.
Als König Alfons vom Verrat Antonio Caldoras erfuhr, zog er mit zahlreichen Truppen in das Lehen von Carpinone, einem seiner Günstlinge, ein. Ursprünglich wollte Alfons die Burg von Carpinone belagern, aber als er erfuhr, dass Caldora nicht dort war, entschied er sich die Festung nicht anzugreifen. Daher bereitete er sich auf einen offenen Kampf mit Caldora vor. Er stellte sich ihm am 28. Juni 1442 in der Schlacht von Sessano del Molise. Die Chronisten jener Zeit, darunter Agostino Nifo in seinem Buch De Prophanitate, schrieben, dass ein wesentlicher Faktor für die Niederlage Antonio Caldoras der Verrat von Paolo di Sangro war, der sich in einer entscheidenden Phase der Schlacht in die Reihen von Alfons und seinen Soldaten einreihte. Der besiegte Caldora wurde als Gefangener auf seine Burg in Carpinone gebracht. Alfons forderte ihn auf, ihm alle wertvollen Dinge zu zeigen, die er dort aufbewahrte und nahm ihm nur eine Kristallvase ab, die die Venezianer seinem Vater Jacopo geschenkt hatten. Er ließ alle Dokumente verbrennen, Begnadigte Antonio und bestätigte alle seine Lehen, mit Ausnahme derer, die von seinem Vater erobert worden waren, die er seinen treuesten Condottieri gab. Nach dieser Episode begann Alfons, diesmal mit Erfolg, die Lehen der Sforzas zu belagern.
Danach herrschte eine Zeit relativer Ruhe zwischen den verschiedenen Parteien, da König Alfons von Aragón an verschiedenen Feldzügen teilnahm, die außerhalb der Grenzen des Königreichs Neapel stattfanden. Diese Zeit dauerte bis zum 27. Juni 1458, als der Herrscher an einer Krankheit starb. Sein Nachfolger wurde sein Sohn Ferdinand von Aragón, der im Gegensatz zu seinem Vater nicht großmütig, sondern rücksichtslos war. Dieser hatte sich zum Ziel gesetzt, die Vorherrschaft der Familie Caldora auszulöschen, um keine Rivalen zu haben.
Im Jahr 1464 belagerte er erstmals erfolglos Antonio Caldora in seiner Burg Civitaluparella. Nach seiner Rückkehr nach Neapel und der Verstärkung seines Heeres war er entschlossen die Caldora ein für alle Mal zu vernichten. Ferdinand zog 1464 erneut zur Burg Caldoresco in Vasto. Antonio Caldora war jedoch in Civitaluparella geblieben und hatte Raniero di Lagnì, den Bruder seiner dritten Frau Margherita di Lagnì, mit der Verteidigung von Vasto beauftragt. Vasto wurde also belagert und Ferdinand von Aragón wollte die Stadt durch Aushungern einnehmen, doch die Belagerung erwies sich schwieriger als erwartet. Das Heer des Königs erlitt schwere Verluste und der Herrscher beschloss nach Neapel zurückzukehren, um es zu verstärken. Er überließ Leutnant Giacomo Carafa della Spina die Fortsetzung der Belagerung mit dem verbliebenen Heer. In den folgenden Tagen marschierte Antonio Caldora nachts von Civitaluparella nach Vasto, um seinen Männern die erforderliche Verstärkung zu bringen. Gleichzeitig schickte Antonio Caldora seinen Sohn Restaino zum König nach Neapel um ein Friedensabkommen zu schließen. Die Bürger von Vasto, insbesondere Pietro, Tommaso und Francesco, drei Brüder der mächtigen Familie Santi, waren besorgt über die Folgen dieser Rebellion gegen den Herrscher und schlossen ein Abkommen mit dem Leutnant Giacomo Carafa della Spina. Nach einem Volksaufstand nahmen sie Antonio Caldora gefangen, lieferten ihn aus und öffneten die Stadttore für die Soldaten des Königs. Als König Ferdinand von Aragón von seiner Gefangennahme erfuhr, bestrafte er Antonio Caldora mit einem Exempel: Er beschlagnahmte alle seine Lehen und überstellte ihn als Gefangener zunächst nach Aversa und dann nach Neapel. Auf Fürsprache des Herzogs von Mailand, Francesco Sforza, der in dieser Zeit die Seiten gewechselt hatte, wurde er mit dem Versprechen freigelassen, in der Stadt zu bleiben, wenn der Herrscher ihm im Gegenzug einen Unterhalt für seine Familie zahlte. Nach fünf Jahren schiffte sich Antonio Caldora, der diesen Zustand nicht mehr ertragen konnte, mit seiner Frau Margherita di Lagnì und seinen Kindern in Pozzuoli ein und verließ damit die Grenzen des Königreichs Neapel. Er suchte Zuflucht in Jesi in der Region Marken, wo er 1477 verarmt im Haus eines ehemaligen Soldaten seines Vaters starb. Nach dem Tod ihres Mannes kehrte Margherita di Lagnì nach Neapel zurück, wo sie von der Herrscherin begnadigt und zur Hofdame ihrer Nichte Isabella von Aragón ernannt wurde.

## Nachkommen
Antonio Caldora war dreimal verheiratet:
- Erste Ehe mit Caterina d’Evoli, mit der er keine Kinder hatte[15];
- Zweite Ehe 1429 mit Emilia[16] /Isabella[17] Caracciolo, Tochter von Sergianni Caracciolo, Grand Siniscalco des Königreichs Neapel, mit dem er einen Sohn, Restaino Caldora, hatte, der Page und Condottiere war und Chiara Camponeschi, Tochter des Condottiere Pietro Lalle Camponeschi, heiratete[18];
- Als Witwer heiratete er nach 1442 zum dritten Mal, und zwar Margherita di Lagnì, mit der er einen Sohn namens Raimondo Caldora hatte, der jedoch nicht heiratete.[19]

Er hatte auch Töchter von seiner zweiten und/oder dritten Frau, deren Identitäten unbekannt sind.
Mit Lucrezia d’Alagno hatte er eine Liebesaffäre, die jedoch im Sande verlief.